# HMS Hood (csatacirkáló)
Az HMS Hood a Brit Királyi Haditengerészet Admiral osztályú csatacirkálója volt. A hajóosztály az Queen Elizabeth osztály csatahajóinak jóval nagyobb méretű, azonos fegyverzetű, gyorsabb, de könnyebben páncélozott változata volt. Minden idők hatodik legnagyobb brit hadihajójának számít.

## Története
A HMS Hood-ot a John Brown & Company gyártotta a skóciai Clydebankban 1916 és 1920 között, a hajót a 18. században élt hírneves vikomt Samuel Hood (1724-1816) admirálisról nevezték el. Építési költsége 6,25 millió akkori font sterling volt, ezzel a világon a legdrágább addig megépített hadihajónak számított. Az elhúzódó építésnek az oka az első világháború vége és a brit csatacirkálók gyászos szereplése volt a jütlandi csatában. A jütlandi tapasztalatok következtében a HMS Hood-ot át kellett tervezni, így övpáncélzatának maximális vastagágát 152 mm-ről 305 mm-re növelték és a fedélzet vértezetét is megerősítették. Három tervezett testvérhajójának építését törölték, mert az Admiralitás helyettük inkább nehéz páncélzatú, kolosszális szupercsatahajókat favorizált. A világ messze legnagyobb, szolgálatban álló hadihajója volt egészen 1941-ig. 1931 és 1932 között a hajót modernizálták. A légvédelmi fegyverzetét 1939-ben majd 1940-ben megerősítették, 140 mm-es lövegeit leszerelték. 1941-ben radarkészülékekkel látták el, Type 282 és Type 285 tűzvezető radart valamint Type 274 és Type 279 jelű berendezést kapott.
1939 végétől a hajó teljes körű átépítését és modernizációját tervezték. Ennek során új hajógépeket és kazánokat, jelentősen megerősített fedélzeti és övpáncélzatot valamint torpedóvédelmet, a King George V osztályú csatahajókéhoz hasonló hatalmas parancsnoki tornyot, katapultberendezést és hangárt négy hidroplán számára, új univerzális tengeri és légi célok ellen egyaránt hatásos, kétlöveges tornyokba épített másodlagos fegyverzetet (16 db 133 L/50, vagy 20 db 114 mm L/45 löveget) kapott volna. Az átépítést 1941-ben tervezték befejezni. A hajó a modernizáció után az 1936-1939 között korszerűsített HMS Renown csatacirkálóhoz lett volna hasonló kinézetű.
| Az HMS Hood és egyéb brit csatahajók és csatacirkálók összehasonlítása (1927-es adatok) | Oueen Elizabeth osztály (5 egység) | Revenge osztály (5 egység) | Renown osztály (2 egység) | HMS Hood            | Nelson osztály (2 egység) |
| --------------------------------------------------------------------------------------- | ---------------------------------- | -------------------------- | ------------------------- | ------------------- | ------------------------- |
| Hajótípus                                                                               | csatahajó                          | csatahajó                  | csatacirkáló              | csatacirkáló        | csatahajó                 |
| Vízkiszorítás (sztenderd/maximális)                                                     | 27 500 / 31 500 t                  | 28 000 / 31 000 t          | 27 650 / 30 835 t         | 42 670 t / 46 680 t | 33 730 / 41 250 t         |
| Hossz                                                                                   | 196.8 m                            | 190.3 m                    | 242 m                     | 262.1 m             | 216.4 m                   |
| Szélesség                                                                               | 27.6 m                             | 27 m                       | 27.4 m                    | 31.7 m              | 32.3 m                    |
| Övpáncél                                                                                | 330–102 mm                         | 330–102 mm                 | 229–76 mm                 | 305–127 mm          | 356–330 mm                |
| Fedélzeti páncélzat                                                                     | 76–25 mm                           | 76–25 mm                   | 64–25 mm                  | 51 + 76–25 mm       | 159–95 mm                 |
| Fő lövegtornyok páncélzata                                                              | 330–127 mm                         | 330–127 mm                 | 229–108 mm                | 381–127 mm          | 406–184 mm                |
| Fő fegyverzet                                                                           | 8 x 381 mm L/42 ágyú               | 8 x 381 mm L/42 ágyú       | 6 x 381 mm L/42 ágyú      | 8 x 381 mm L/42     | 9 x 406 mm L/45 ágyú      |
| Fő fegyverzet lövedékének tömege                                                        | 871 kg                             | 871 kg                     | 871 kg                    | 871 kg              | 929 kg                    |
| Hajtómű teljesítmény                                                                    | 56 000 LE                          | 40 000 LE                  | 112 000 LE                | 144 000 LE          | 45 000 LE                 |
| Sebesség                                                                                | 24 csomó                           | 21.5 csomó                 | 31.5 csomó                | 31 csomó            | 23 csomó                  |

Az HMS Hood felváltva a honi vizeken, illetve a Földközi-tengeren szolgált. 1923-24-ben világ körüli utat tett. A hajót 1927-ig a legfontosabb brit hadihajónak tartották, azonban ekkor a Nelson osztály két erősebb fegyverzetű és klasszisokkal jobban páncélozott csatahajójának szolgálatba állításától sokat veszített jelentőségéből. Az 1930-as évek végére a Queen Elizabeth osztály teljesen átépített, modernizált csatahajói (HMS Queen Elizabeth, HMS Valiant, HMS Warspite), valamint a vadonatúj King George V osztályú csatahajók harcértékre szintén felülmúlták.
Ugyanakkor a II. világháborúban a csatacirkáló kategóriában az HMS Hood egyértelműen felülmúlta az összes többi ilyen típusú brit (HMS Renown, HMS Repulse), francia (Strasbourg, Dunkerque), amerikai (USS Alaska, USS Guam), japán (Kongó, Kirisima, Haruna, Hiei) és német (Scharnhorst, Gneisenau) egységet. Valamint 381 mm-es L/42 lövegeinek 879 kg-s páncéltörő gránátjai halálos veszélyt jelentettek még a legerősebben páncélozott csatahajókra nézve is. A brit Admiralitás a II. világháború előtt a saját csatacirkálók szerepét egy elkövetkező konfliktusban az ellenséges csatacirkálók, nehéz- és könnyűcirkálók leküzdésében, azaz cirkálógyilkos (cruiser killer) feladatok ellátásában, valamint saját repülőgép-hordozók kísérésében látta. A csatacirkálókat legfeljebb a régi, elavult, de még szolgálatban álló I. világháborús csatahajókkal szemben tartották bevethetőnek, modern, új csatahajók ellenében már nem. A sors tragédiája, hogy az HMS Hood pont az akkori világ egyik legerősebb csatahajójával, a vadonatúj német Bismarckkal került szembe utolsó bevetésén.
1939-ben túlélt egy bombatámadást, majd 1940-ben a H Haderő zászlóshajójaként az HMS Valiant és az HMS Resolution csatahajók kíséretében Mers-el-Kebir kikötőjét és az ott található francia hajókat, köztük két csatahajót és két csatacirkálót lőtte. Az akció során a 24 000 tonnás, 1915-ben szolgálatba állított Bretagne csatahajó négy 381 mm-es, 879 kilós páncéltörő gránát telitalálata után elsüllyedt, 1147 fős legénységének 977 tagja életét vesztette.
1941 májusában a HMS Prince of Wales csatahajóval a Bismarck csatahajót és a Prinz Eugen nehézcirkálót üldözte. 1941. május 24-én a Dánia-szorosban a Bismarck-kötelék ellen vívott csatában, melyben a britek több súlyos hibát is elkövettek, a német csatahajó ötödik sortüzének egy 380 mm-es, 800 kilós páncéltörő lövedéke átütötte az HMS Hood gyenge fedélzeti páncélzatát és közvetlenül a lőszerraktárba csapódott, melynek következtében a csatacirkáló felrobbant és két percen belül elsüllyedt. Az 1418 fős legénységből csak hárman élték túl a katasztrófát, 1415 ember hősi halált halt, köztük a brit kötelék parancsnoka, Sir Lancelot Holland  (1887-1941) altengernagy, valamint a hajó parancsnoka, Ralph Kerr (1891-1941) sorhajókapitány is.
Minden idők hatodik legnagyobb brit hadihajójának számít. Méretre csak a két Queen Elizabeth osztályú szuper repülőgép-hordozó (HMS Queen Elizabeth, HMS Prince of Wales), az 1951-ben szolgálatba állított HMS Eagle repülőgép-hordozó, az 1955-ben elkészült HMS Ark Royal repülőgép-hordozó és az HMS Vanguard csatahajó múlják felül az HMS Hood-ot.

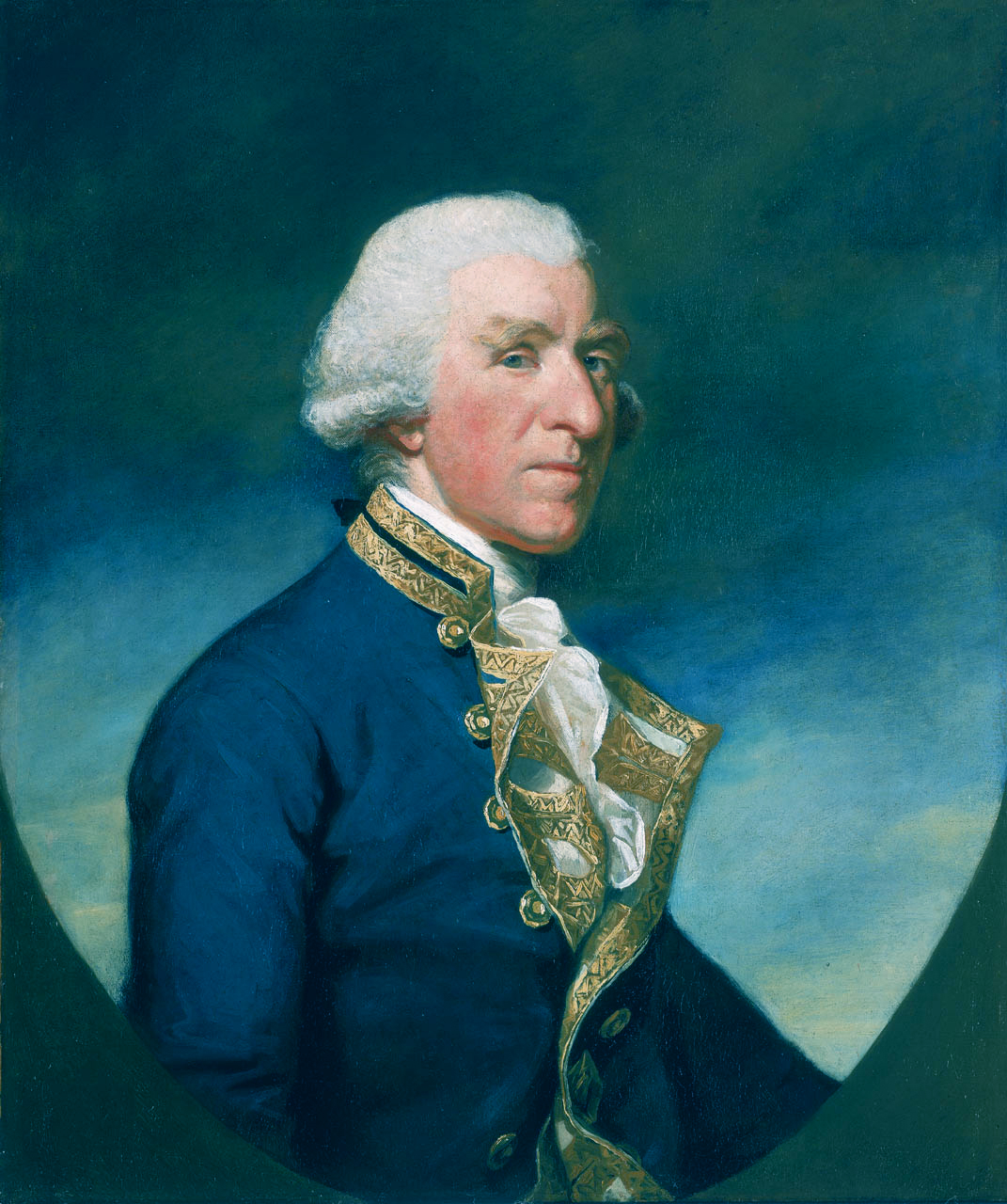
Samuel Hood (1724-1816) vikomt, brit admirális, az HMS Hood csatacirkáló névadója
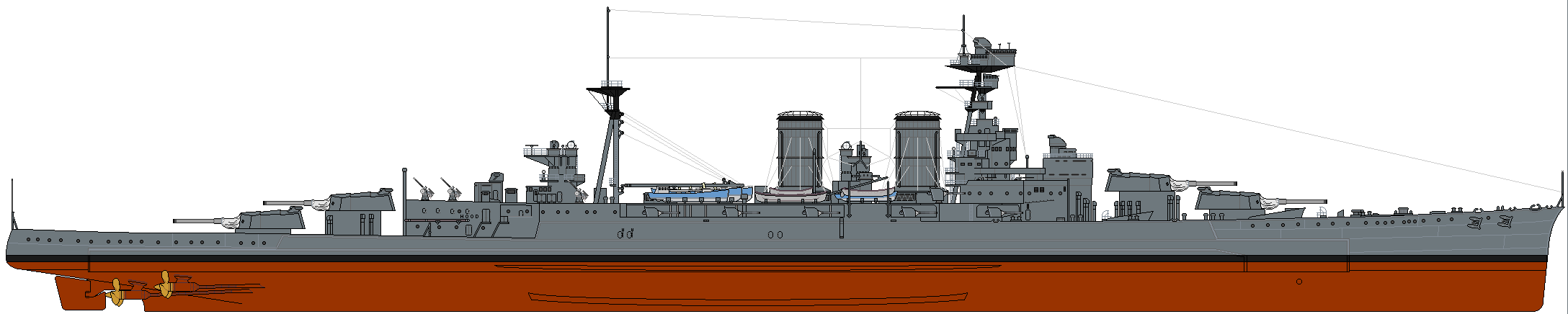
Az HMS Hood jellegrajza, mely 1921-es állapotában ábrázolja a csatacirkálót
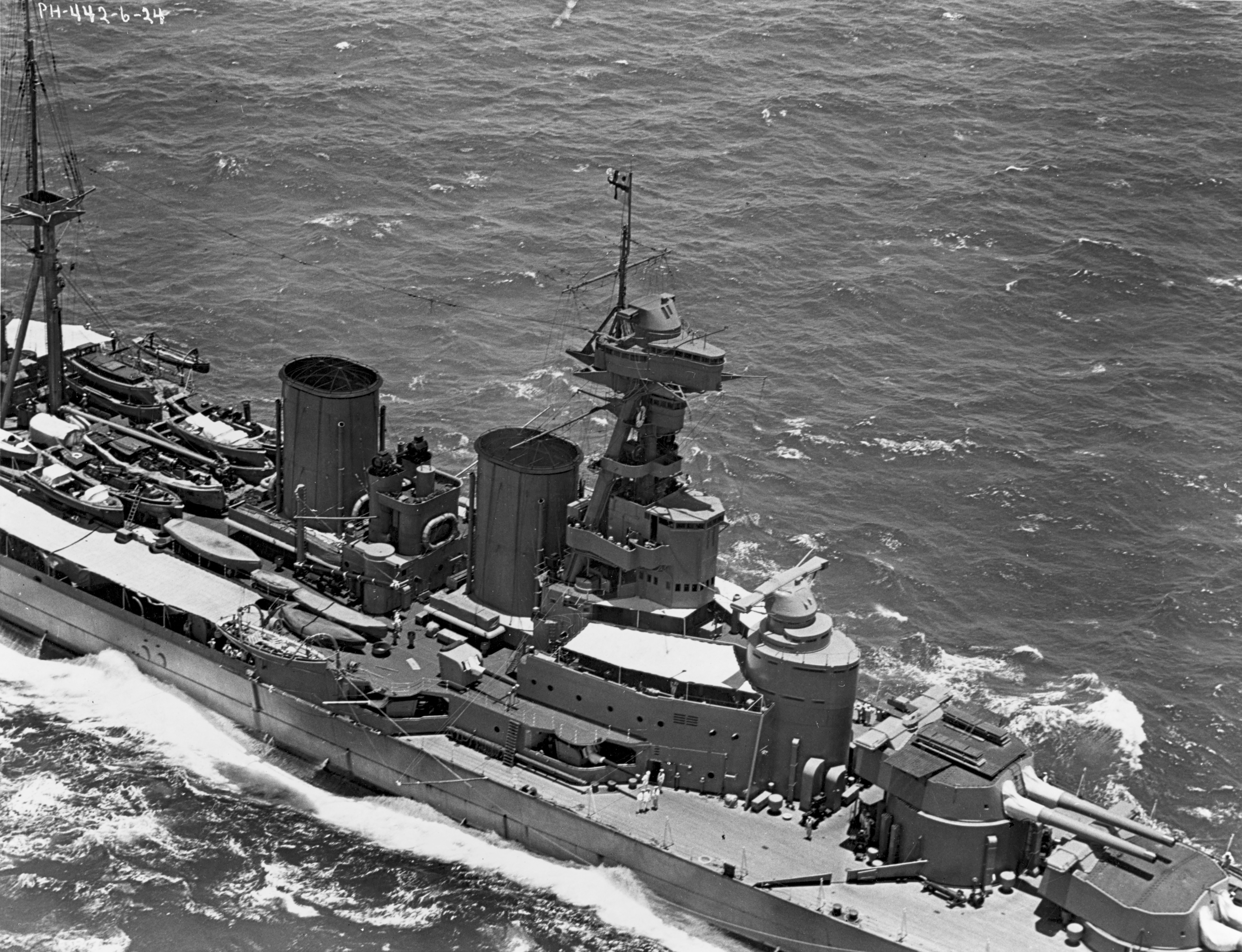
Az HMS Hood brit csatacirkáló 1924-ben
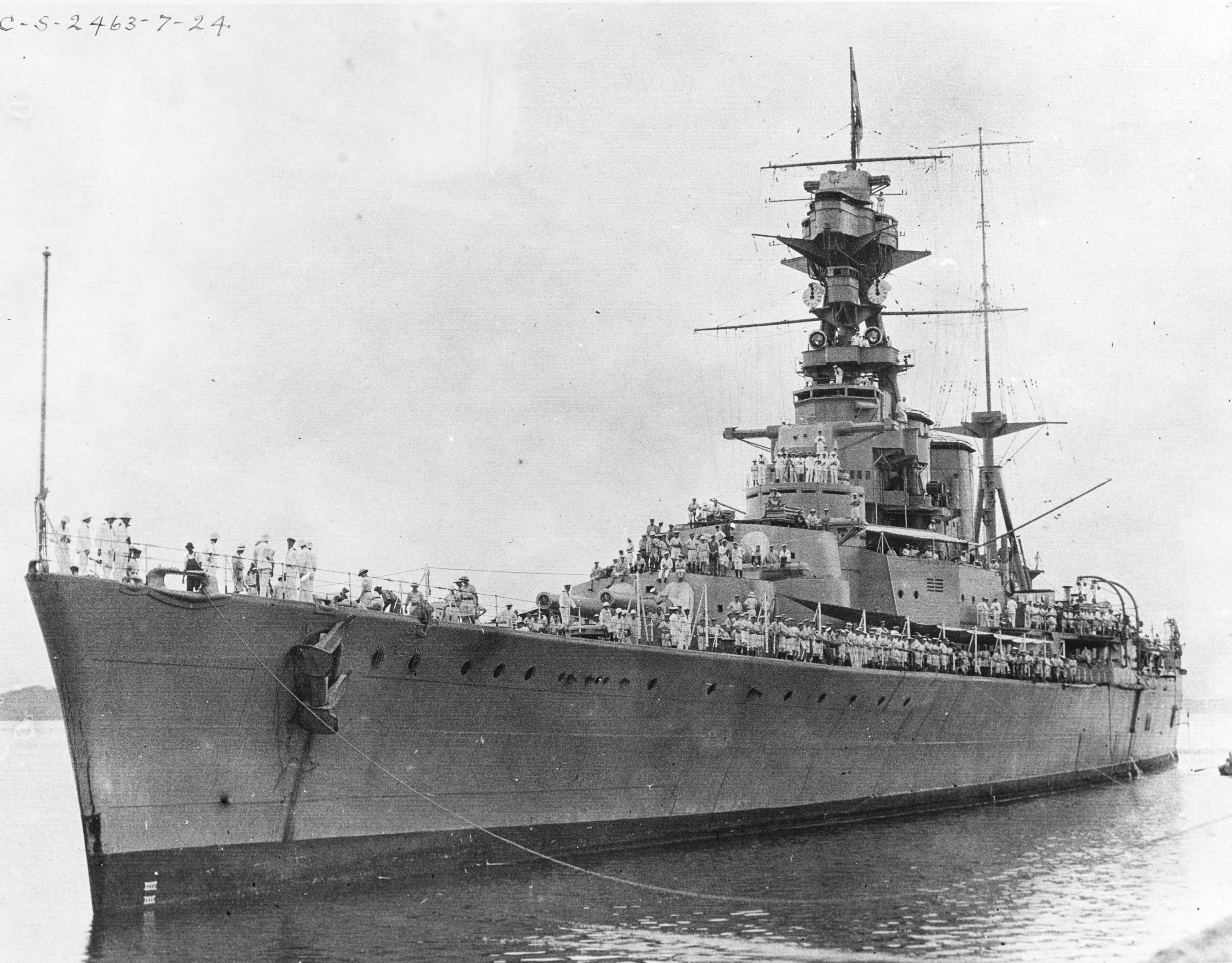
Az HMS Hood 1924 júliusában, a Panama-csatornán való átkelése közben
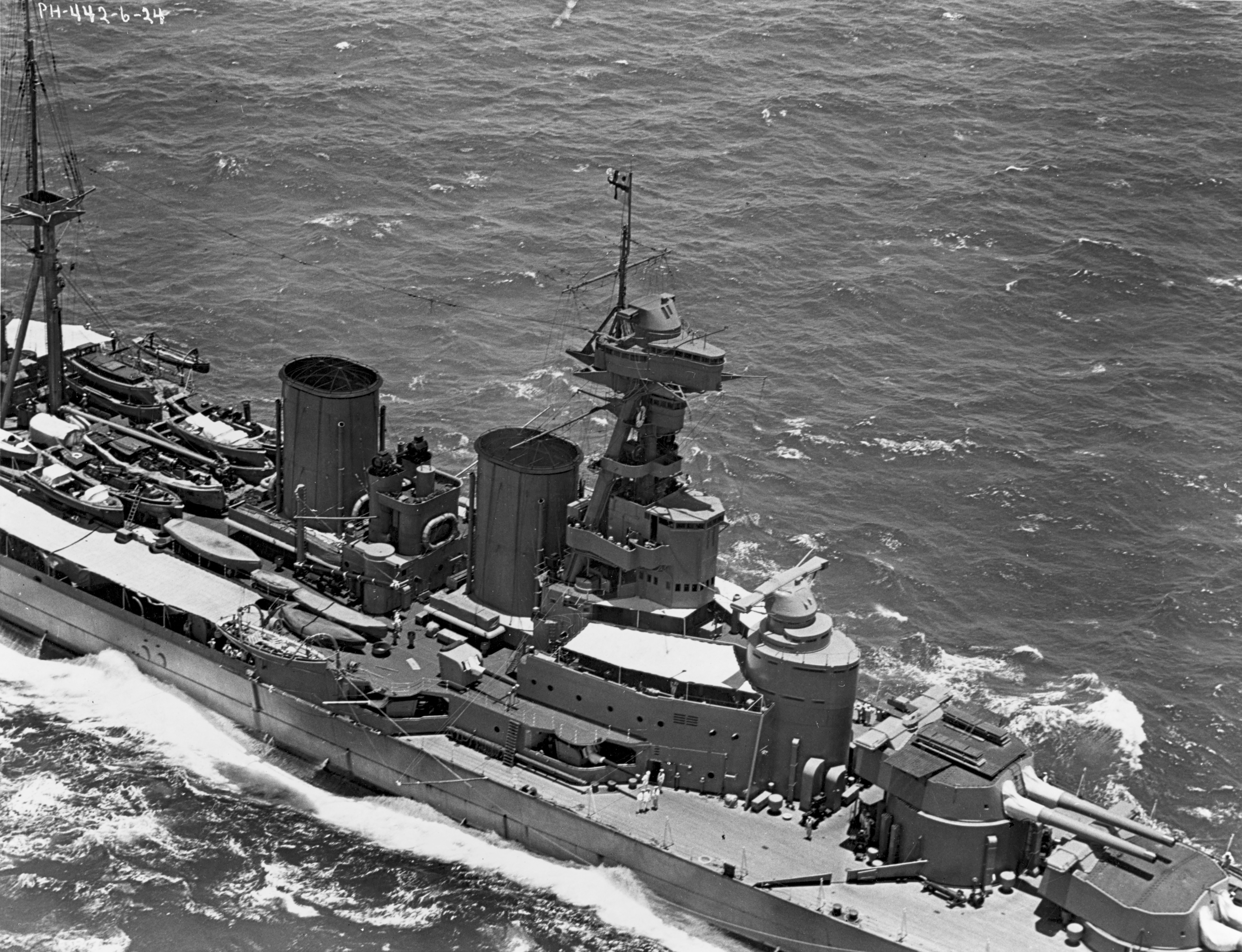
Légifelvétel az HMS Hood csatacirkálóról 1924-ből
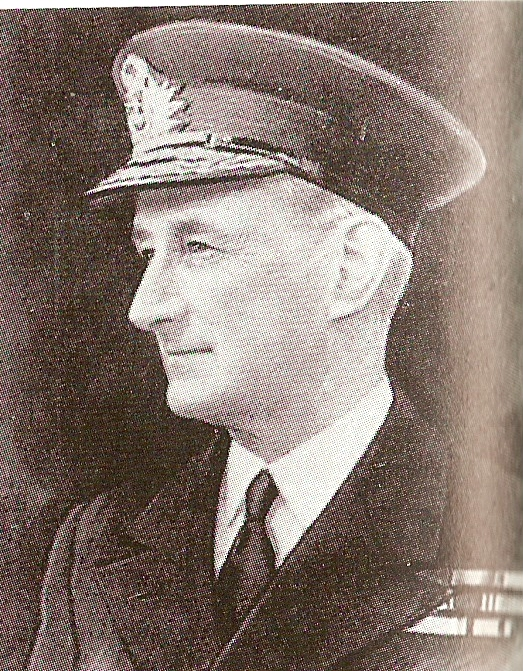
Sir Lancelot Holland (1887-1941) brit altengernagy, a dánia-szorosi csatában a brit kötelék parancsnoka